# تعديلات ميثاق الأمم المتحدة
تعديلات ميثاق الأمم المتحدة هو إجراء يمكن القيام به على ميثاق الأمم المتحدة بموجب منصوص الفصل الثامن عشر من الميثاق. منذ عام 1945 تم تعديل الميثاق خمس مرات.

## التعديلات السابقة
أدخلت على ميثاق الأمم المتحدة خمسة تعديلات كانت:
- 31 أغسطس 1965 : تم توسيع مجلس الأمن التابع للأمم المتحدة من 11 إلى 15 عضوًا، مع زيادة الأغلبية العظمى المطلوبة للعمل من 7 إلى 9 أصوات.[4]
- 31 أغسطس 1965 : توسيع المجلس الاقتصادي والاجتماعي للأمم المتحدة من 18 إلى 27 عضوًا.[5]
- 12 يونيو 1968 : تم تعديل المادة 109.
- 24 سبتمبر 1973 : تم توسيع المجلس الاقتصادي والاجتماعي للأمم المتحدة من 27 إلى 54 عضوًا من خلال تعديل المادة 61 من الميثاق، والذي اعتمدته الجمعية العامة في عام 1971 وأصبح ساريًا في 24 سبتمبر 1973.

كانت هذه التعديلات بمثابة تعديلات لمراعاة الزيادات في عضوية الأمم المتحدة، التي تضاعفت أربع مرات تقريبًا منذ عام 1945.

## تغييرات هيكلية دون تعديل
تم إجراء تغييرات رئيسية على الهيكل الذي حدده ميثاق الأمم المتحدة دون تعديل رسمي للنص:
- الشرط الوارد في المادة 27 بأن «تتخذ قرارات مجلس الأمن بشأن جميع المسائل الأخرى [غير الإجرائية] بتصويت مؤيد من تسعة أعضاء بما في ذلك الأصوات المتوافقة للأعضاء الدائمين...» تم إعادة تفسيره عمليًا ليشمل الممتنعين عن التصويت كجزء من تعريف «الأصوات المتوافقة».
- شغلت روسيا مقعد الاتحاد السوفيتي الدائم في مجلس الأمن التابع للأمم المتحدة.
- بقيادة شيانج كاي شيك، شغلت تايوان (جمهورية الصين أنذاك) والتي كانت تتخذ من تايبيه مقراً لها في مجلس الأمن محل جمهورية الصين الشعبية، حتى اعتماد الجمعية العامة القرار رقم 2758.